# Snowvolley
Snowvolley är en variant av volleyboll som spelas på snö. Sporten räknades först som en variant av beachvolley, men ses numera som en egen sport av de olika volleybollförbunden som t.ex.  CEV och FIVB. Det är också volleybollförbunden som är idrottsförbund för snowvolley och t.ex. beslutar om regler. Sporten har sitt ursprung i Österrike och var demonstrationssport vid olympiska vinterspelen 2018.
Sporten spelas på en spelplan som består av två planhalvor om  8 x 8 meter. Varje lag får ha maximalt tre spelare på plan samtidigt, samt en avbytare. Matcher spelas i bäst av tre set. Det krävs minst 15 poäng för att vinna ett set. I övrigt gäller vanliga volleybollregler. Som för volleyboll, men till skillnad mot beachvolley, räknas block inte till de tre bollträffar som ett lag maximalt får göra innan de spelar över bollen till motståndarsidan.